# Миљан Зековић
Миљан Зековић (рођен у Никшићу 1925. године), је бивши југословенски фудбалер.
За Црвену звезду је наступао током девет сезона и том периоду је освајао четири пута титулу првака Југославије (1953, 1956, 1957. и 1959), а двапут је тријумфовао у Купу (1958. и 1959). Највећи део своје каријере је играо на позицији левог бека, а по одласку из Црвене звезде играо је на позицији нападача.
Уз шест утакмица за селекцију Београда и један сусрет за „Б“ екипу (1954), одиграо је и 13 утакмица за репрезентацију Југославије. Дебитовао је 21. септембра 1952. против Аустрије (4:2) у Београду, а од дреса с државним грбом опростио се 11. новембра 1955. против Француске (1:1) у Паризу.